# مجزرة عائلة الخياط (13 أكتوبر 2023)
مجزرة عائلة الخياط (13 أكتوبر 2023) هي مجزرةٌ ارتكبها سلاح الجوّ الإسرائيلي حينما أغارَ على منزل يتبع لعائلة الخياط خلال يوم الجمعة الموافق 13 أكتوبر 2023 بشن سلسلة غارات على حي الجنينة بمدينة رفح، واستهدفت هذه الغارات منزل سكني يعيش به كافة أفراد عائلة الخياط. هذه المجزرة واحدة من ضمن سلسلة مجازر ارتكبها الاحتلال الإسرائيلي خلال الحرب الفلسطينية الإسرائيلية بعد عملية طوفان الأقصى التي شنتها المقاومة. تسبّبت هذه المجزرة الإسرائيليّة والتي استهدفت منزل يضم عدد من المدنيين بارتقاء أكثر من 17 شهيداً من عائلة الخياط وجميعهم من عائلة واحدة. بالإضافة لعدد من أفراد أنسابهم من عائلة الدربي.

## خلفية الحدث
في ساعاتِ الصباح الأولى من يوم السابع من أكتوبر 2023 أطلقت حركة المقاومة الإسلامية حماس عبر ذراعها العسكري كتائب الشهيد عز الدين القسام عملية طوفان الأقصى وذلك ردًا على الاعتداءات الإسرائيلية وتدنيس الأقصى والاستمرار في الاستيطان، كما أكّد على ذلك محمد الضيف القائد العام للقسّام والذي أعطى إشارة انطلاق العمليّة التي شهدت اقتحامًا من المقاومين لمستوطنات غلاف غزة ونجحوا في قتلِ عدد كبيرٍ من الجنود الإسرائيلين، وأسر عشرات آخرين كما استطاعوا خلال ساعات قطع عشرات الكيلومترات ووصلوا لمستوطنات أبعد من تلك المحيطة والقريبة من قطاع غزة.
استمرَّت الاشتباكات بين الجيش الإسرائيلي وبين المقاومين في عديد من المستوطنات وعلى رأسها مستوطنة سديروت. الرد الإسرائيلي على هذه العمليّة جاء من خلال شنّ سلاح الجو الإسرائيلي عشرات الغارات العشوائيّة على القطاع متسبّبة في مقتل عشرات المدنيين وتدمير البنية التحتية لمدن القطاع، ليصل حد فرض إغلاق شامل وقطع متعمد لكل الخدمات من ماء وكهرباء وغاز، وهو ما هدَّد حياة أكثر من مليونَي فلسطيني يعيشُ داخل القطاع الذي يُعاني أصلًا من تبعات الحصار الخانق عليهم منذ ستة عشر عاماً.

## الضحايا
1. محمود الخياط
2. رجاء الخياط
3. باسل محمود الخياط
4. هديل الخياط
5. سيلين باسل الخياط
6. إيلين باسل الخياط
7. محمد باسل الخياط
8. محمود باسل الخياط
9. تامر محمود الخياط
10. رزان الخياط الريخاوي
11. روز تامر الخياط
12. أنس الخياط
13. هبة الدربي (الخياط)
14. عمر محمود الدربي
15. جنان محمود الدربي
16. إيلياء محمود الدربي
17. بنان محمود الدربي